# 曹徽
曹徽（3世紀？—242年），曹操的儿子，母亲是宋姬。

## 生平
曹徽奉叔父（有的《三国志》版本作叔公）朗陵哀侯曹玉之后。建安二十二年（217年），封历城侯，後師事高堂隆。黄初二年（221年），进爵为公。三年（222年），为庐江王。四年（223年），徙封寿张王。五年（224年），改封寿张县。太和六年（232年），改封东平王。青龍二年（234年），曹徽指使官属殴打寿张县吏，被削一县，五百户。其年恢复所削县。正始三年（242年）正月去世，谥灵，史称东平灵王。
子曹翕嗣位。曹翕在西晋時期受封廪丘公。曹翕撰写《解寒食散方》，与皇甫谧所撰并行於世。

## 母
宋姬，妃嫔封号不详

## 延伸阅读
[在维基数据编辑]
 《三國志·卷20》，出自陳壽《三國志》